# Hileu
Hileu (en grec antic Ὑλαιος), va ser segons la mitologia grega, un dels centaures d'Arcàdia que va provar de raptar Atalanta.
Mentre intentava el rapte juntament amb Recos, un altre centaure, va ferir de gravetat Melanió, un dels pretendents d'Atalanta, però ella el va matar amb una fletxa.
Una altra tradició explica que Hileu havia participat en el combat entre els làpites i els centaures, i que va morir a mans de Teseu, i no d'Atalanta. També es deia que Hileu havia mort a mans d'Hèracles en un combat que va tenir lloc al país de Folos, un altre centaure.